# Condado de Huntington
O Condado de Huntington é um dos 92 condados do estado americano de Indiana. A sede do condado é Huntington, e sua maior cidade é Huntington. O condado possui uma área de 1 005 km² (dos quais 14 km² estão cobertos por água), uma população de 38,075 habitantes, e uma densidade populacional de 38 hab/km² (segundo o censo nacional de 2000). O condado foi fundado em 1832.